# Edson Puch
Edson Raúl Puch Cortés (Iquique, 1986. április 9. –) chilei labdarúgó, 2018-tól a mexikói Querétaro támadója.

## Pályafutása
2016 nyarán a mexikói Necaxához igazolt, majd 2017-ben fél évig a Pachucában játszott. 2018 elejétől a Querétaro játékosa.